# Santiago Rey Pedreira
Santiago Rey Pedreira, nascut a la Corunya el 6 de febrer de 1902 i mort a la mateixa ciutat el 10 de juliol de 1977, va ser un arquitecte gallec. És considerat l'arquitecte racionalista més important de Galícia.

## Trajectòria
Nascut en una família liberal, va estudiar a l'Escola d'Arquitectura de Madrid, on va col·laborar amb Antonio Palacios. De tornada a la Corunya, va començar a treballar a l'estudi de Pedro Mariño entre 1928 i 1931. Des de 1948 va estar vinculat a Juan González Cebrián.
Va ser arquitecte municipal de la Corunya entre 1932 i 1954.
La seva filla, Milagros Rey Hombre (1930-2014), va ser la primera arquitecta gallega.

## Obra

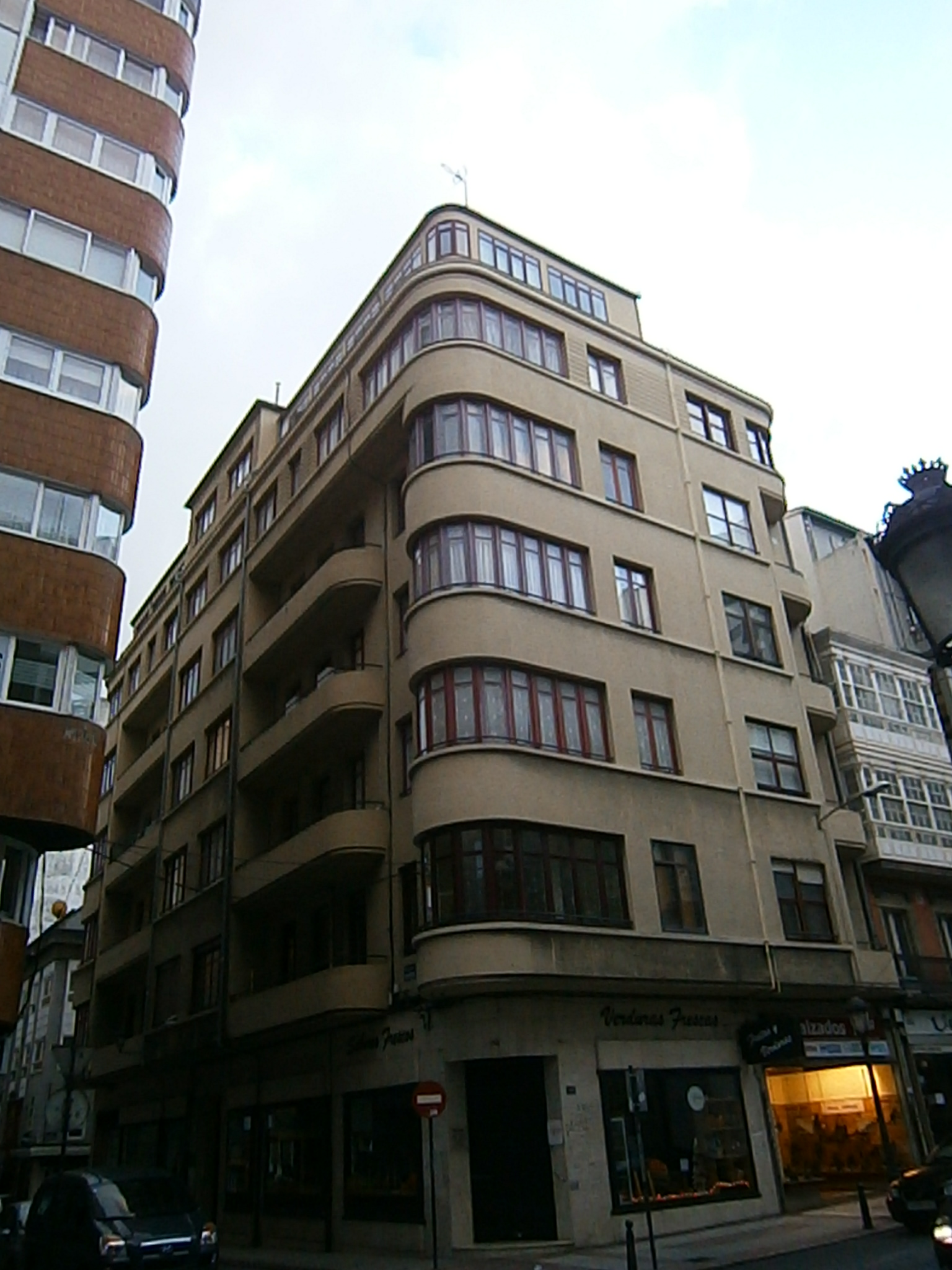
Casas Formoso i Cés, a la Corunya.

- Mercado de Santo Agosiño da Coruña 1932[8] en col·laboració amb l'arquitecte Antonio Tenreiro Rodríguez.
- Les cases adossades de la Cooperativa "Domus" a la Ciutat Jardí de la Corunya (1935).[9]
- Estadi de Riazor (1944).[10]
- Ampliació de l'edifici del Col·legi de la Companyia de María da Coruña: Entrada i escala principal (1945), i en col·laboració amb Juan González Cebrián, el pavelló posterior (1951) i els pavellons laterals a l'edifici original (1960).[11]
- Vaga de la torre (1955)[12]
- Torre Coruña (1970) en col·laboració amb Juan González Cebrián.[13]
- Palau d'Esports de Riazor (1970)[14]
- Edifici Torres y Sáez (1974) amb la col·laboració de Juan González Cebrián.[13]
- Torres San Diego (1976) amb la col·laboració de Juan González Cebrián.[13]

## Galeria d'imatges

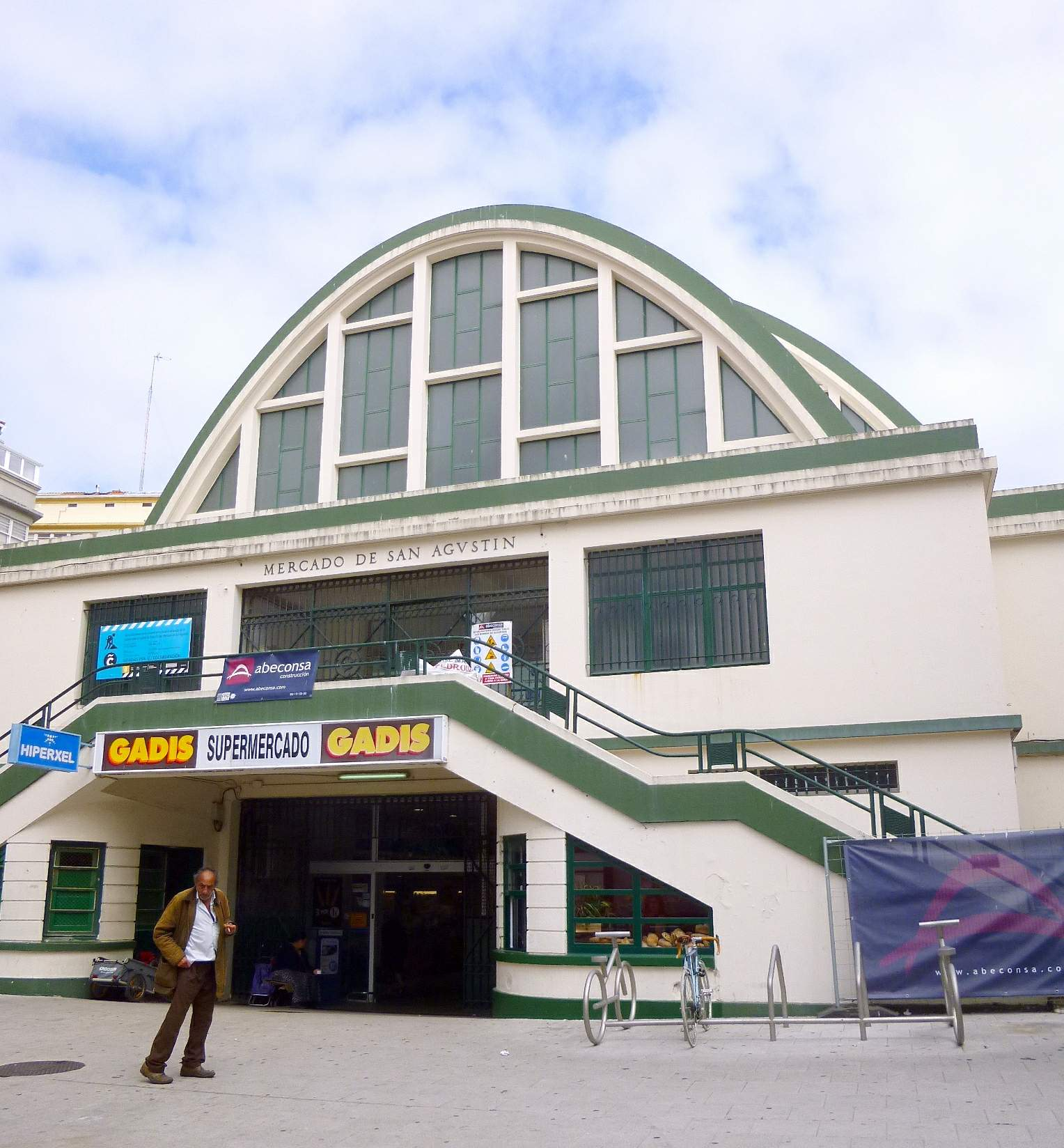
Mercat de Sant Agustí
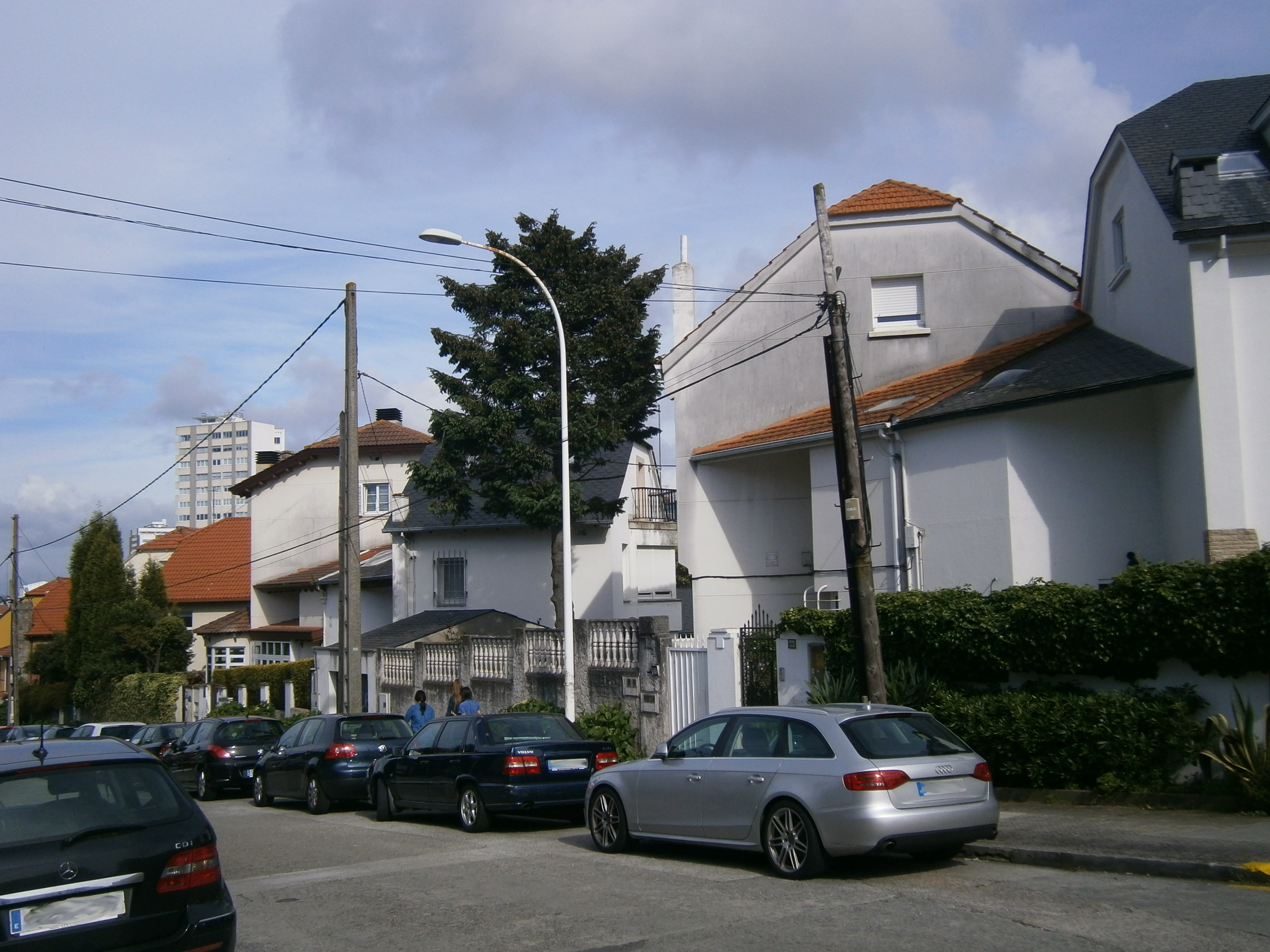
Conjunt de cases adossades a la Ciutat Jardí
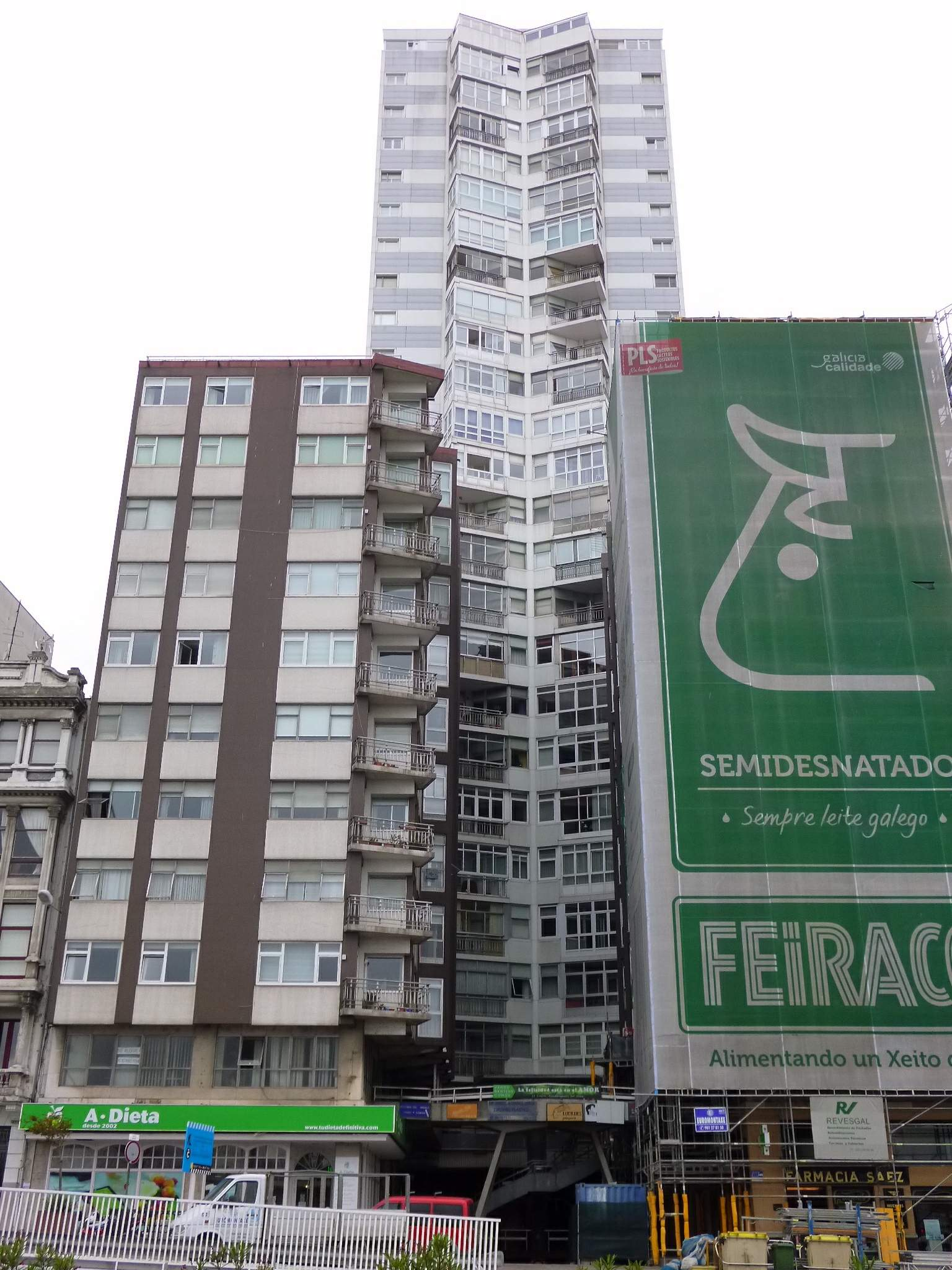
Edifici Torres y Sáez
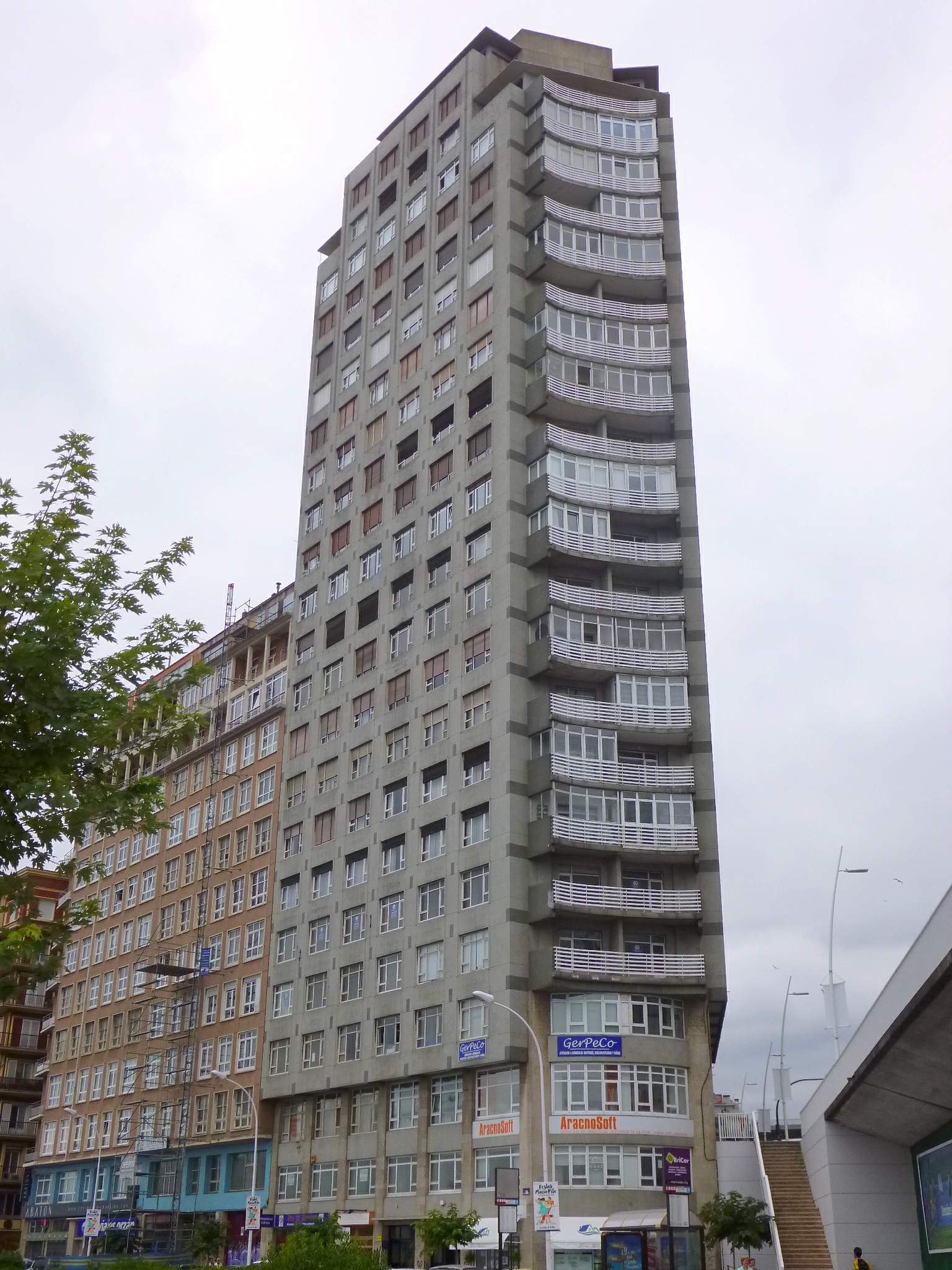
Vaga de la torre
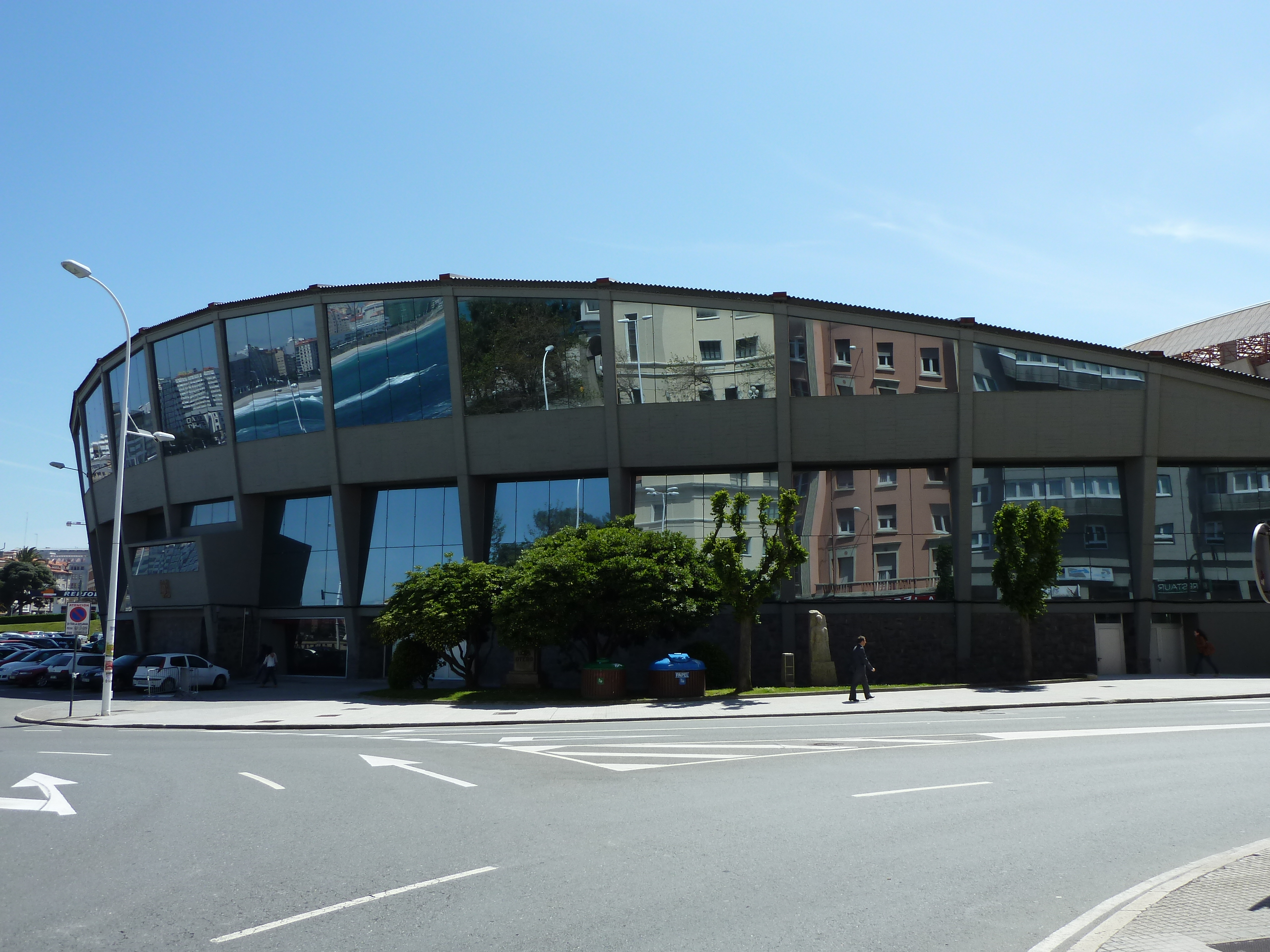
Palau dels Esports
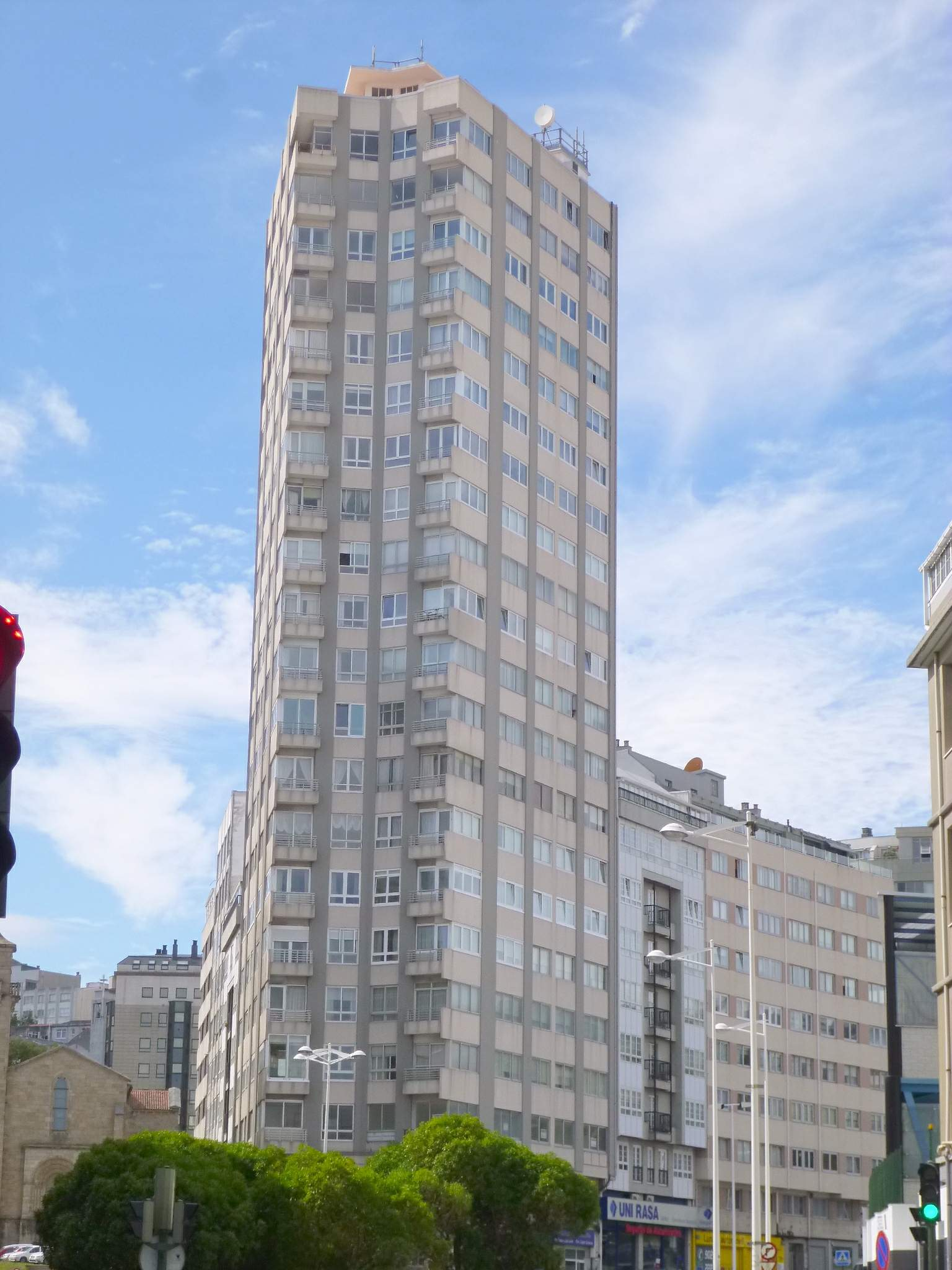
Torre de la Corunya